# Nyree Roberts
Nyree Khadijah Roberts (Orange, 10 marzo 1976) è un'ex cestista statunitense, professionista nella WNBA.

## Carriera
È stata selezionata dalle Houston Comets al secondo giro del Draft WNBA 1998 (20ª scelta assoluta).